# Willemijnendreef

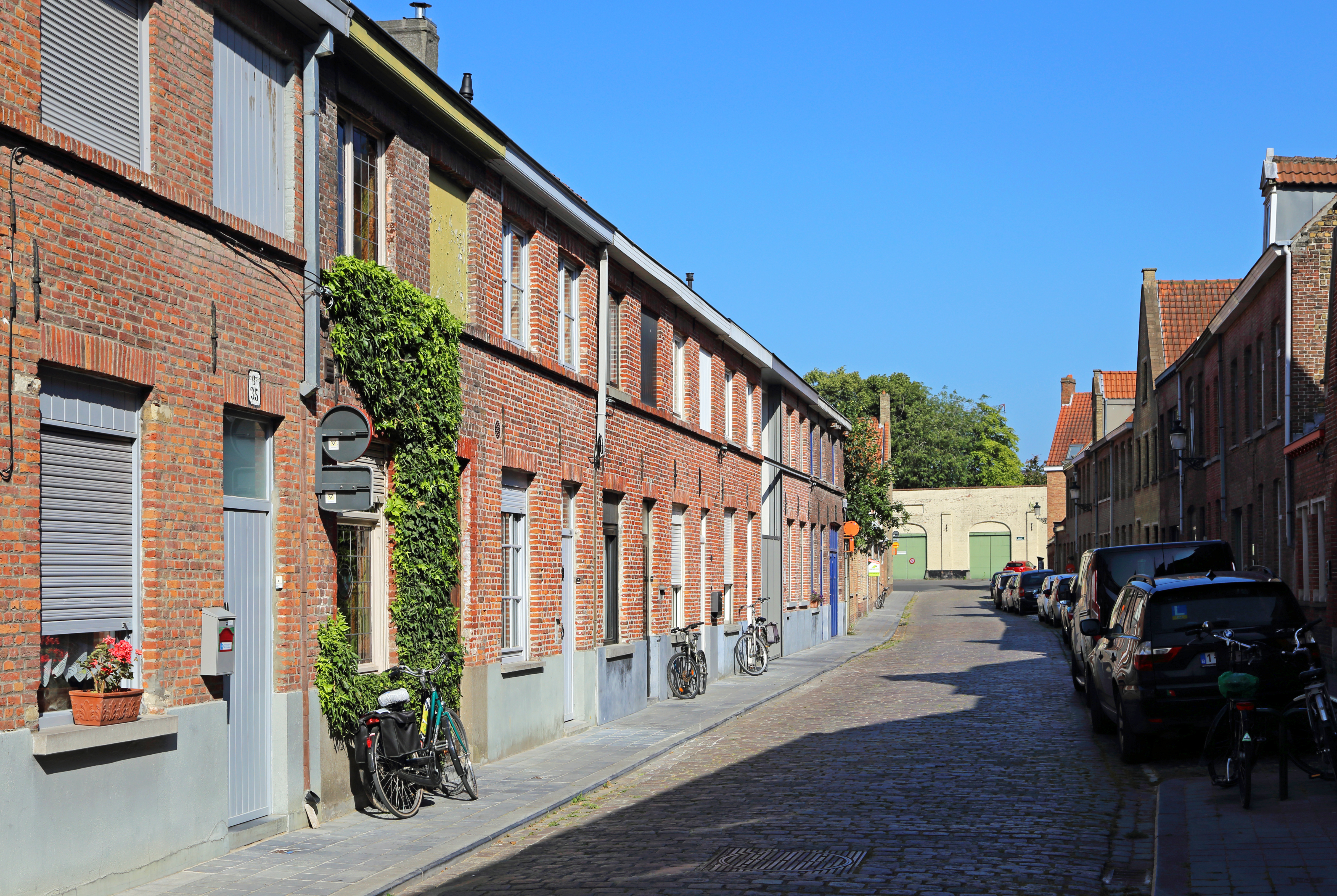
De Willemijnendreef, gezien in de richting van de Boninvest

De Willemijnendreef is een straat in Brugge.

## Beschrijving
In 1249 werd in Biervliet (Zeeuws-Vlaanderen) een kluizenaarsklooster gesticht onder de naam van orde van de wilhelmieten. De heilige Willem van Maleval had in 1224, met goedkeuring van Rome, deze vertakking van de benedictijnen gesticht.
In 1430 werd het Biervlietse klooster, na een paar verwoestingen door stormen in 1377 en 1404, naar Brugge overgebracht. Op een terrein nabij de Gentpoort bouwden de monniken een nieuw klooster onder de naam Sint-Antoniusdal. In 1478 werd de kloosterkerk ingezegend door de bisschop van Doornik, Ferry van Clugny. Keizer Maximiliaan I van Oostenrijk woonde de plechtigheid bij.
De oorspronkelijke naam die de Dreve was, werd vanaf 1434 strate te Willeminen, die men heet de Dreve. Het kloosterdomein was goed zichtbaar op de plattegrond door Marcus Gerards (1562).
Tijdens de achttiende eeuw liep het aantal monniken achteruit en begon de kloostertucht te verslappen. De Brugse bisschop Hendrik Jozef van Susteren stelde misbruiken vast. In 1764 vertrokken de laatste vier paters naar een klooster in Nijvel en werd het Brugse klooster opgeheven, de eigendom verkocht en grotendeels afgebroken. Alleen de kerk bleef nog dienst doen als parochiekerk, in vervanging van de geteisterde Sint-Catharina, de vroegere parochiekerk.
Gedurende de negentiende en de eerste helft van de twintigste eeuw werden de gronden van het vroegere klooster ingenomen door een industrieel gebouw, de Fonderie de la Madelaine en door heel wat bescheiden arbeiderswoonsten. Het Brugse Bureel van Weldadigheid bouwde er, met het legaat van de rentenierster Emilie Paruitte, vier godshuizen.
Tussen de Gentpoortstraat en de Willemijnendreef werd een openbare binnentuin aangelegd, die de naam Willemijnenplantsoen kreeg.
De Willemijnendreef loopt van de Schaarstraat naar de Boninvest.